# William Houston (gouverneur)
Pour les articles homonymes, voir William Houston.
William Houston, né le 10 août 1766 et mort le 8 avril 1842 à Bromley, est un homme politique et militaire britannique qui fut gouverneur de Gibraltar de mai 1831 à mai 1835.